# Euselasia seitzi
Euselasia seitzi is een vlindersoort uit de familie van de prachtvlinders (Riodinidae), onderfamilie Euselasiinae.
Euselasia seitzi werd in 1926 beschreven door Lathy.